# Don Stark
, detto Don (New York, 5 luglio 1954), è un attore statunitense, noto per l'interpretazione di Bob Pinciotti nella nota sitcom That '70s Show.

## Filmografia parziale

### Cinema
- La promessa di Satana (Evilspeak), regia di Eric Weston (1981)
- Peggy Sue si è sposata (Peggy Sue Got Married), regia di Francis Ford Coppola (1986)
- Lo strizzacervelli (The Couch Trip), regia di Michael Ritchie (1988)
- Senza un colpo in canna (Under the Gun), regia di James Sbardellati (1988)
- F.B.I. - Agenti in sottoveste (Feds), regia di Daniel Goldberg (1988)
- Arturo 2: On the Rocks (Arthur 2: On the Rocks), regia di Bud Yorkin (1988)
- Il ritorno dei ninja (9 1/2 Ninjas!), regia di Aaron Barsky (1991)
- I nuovi guerrieri (Ring of Steel), regia di David Frost (1994)
- I nuovi mini ninja (3 Ninjas Kick Back), regia di Charles T. Kanganis (1994)
- Maverick, regia di Richard Donner (1994)
- La notte del fuggitivo (Night of the Running Man), regia di Mark L. Lester (1995)
- Tre piccole pesti (3 Ninjas Knuckle Up), regia di Sang-ok Shin (1995)
- Cosa fare a Denver quando sei morto (Things to Do in Denver When You're Dead), regia di Gary Fleder (1995)
- Omicidio a New Orleans (Heaven's Prisoners), regia di Phil Joanou (1996)
- Forza Babbo Natale (Santa with Muscles), regia di John Murlowski (1996)
- Primo contatto (Star Trek: First Contact), regia di Jonathan Frakes (1996)
- Letters from a Killer, regia di David Carson (1998)
- John Carter, regia di Andrew Stanton (2012)
- Café Society, regia di Woody Allen (2016)
- Green Book, regia di Peter Farrelly (2018)

### Televisione
- Star Trek: Deep Space Nine – serie TV, episodio 2x06 (1993)
- That '70s Show – serie TV, 127 episodi (1998-2006)
- CSI - Scena del crimine (CSI: Crime Scene Investigation) – serie TV, episodio 4x09 (2003)
- Supernatural – serie TV, episodio 2x18 (2007)
- Cory alla Casa Bianca (Cory in the House) – serie TV, episodio 1x15 (2007)
- Dirty Sexy Money – serie TV, episodio 2x02 (2008) – non accreditato
- iCarly – serie TV, episodi 2x05-2x06 (2008)
- Melissa & Joey – serie TV, episodio 1x01 (2010)
- NCIS - Unità anticrimine (NCIS) – serie TV, episodi 9x19-15x08 (2012-2017)
- The Mentalist – serie TV, episodio 5x03 (2012)
- Castle – serie TV, episodi 5x04-7x01 (2012-2014)
- American Horror Story – serie TV, episodio 2x07 (2012)
- Hit the Floor – serie TV, 34 episodi (2013-2018)
- The Mindy Project – serie TV, episodio 4x07 (2015)
- The Good Wife – serie TV, episodio 7x10 (2015)
- Maron – serie TV, 5 episodi (2016)
- Rosewood – serie TV, episodio 2x03 (2016)
- The Strain – serie TV, episodio 3x09 (2016)
- Scorpion – serie TV, episodio 4x11 (2017)
- Shameless – serie TV, episodio 9x03 (2018)

## Doppiatori italiani
Nelle versioni in italiano dei suoi film, Don Stark è stato doppiato da:
- Giorgio Lopez in Omicidio a New Orleans
- Nino Prester in Primo contatto
- Pasquale Anselmo in Letters from a Killer
- Maurizio Reti in That '70s Show
- Marco Balzarotti in iCarly
- Stefano Thermes in John Carter
- Antonio Palumbo in NCIS - Unità anticrimine
- Michele Gammino in The Mentalist
- Saverio Moriones in Castle
- Gerolamo Alchieri in The Good Wife
- Stefano Mondini in The Strain
- Ennio Coltorti in American Horror Story